# Qafë Vranicë
Qafë e Vranicës je planinski prijevoj u Prokletijama, na Albansko-crnogorskoj granici.
Na prijevoju je planirano otvaranje novog graničnog prijelaza između dviju država.